# Partido Popular Revolucionario de Kangleipak
El People’s Revolutionary Party of Kangleipak (PREPAK) o Partido Popular Revolucionario de Kangleipak es un partido político de la India que se formó bajo la dirección de R.K. Tulachandra el 9 de octubre de 1977, como sucesora de una organización creada pocos años antes bajo el nombre de Kangleipak People's Liberation Front (KAPLIF, Frente Popular de Liberación de Kangleipak). Desde 1986 su actividad decreció sensiblemente tras la muerte del líder Tulachandra en un choque con fuerzas de seguridad. Le sucedió S. Wanglen como comandante en jefe. Cuenta con unos 300 combatientes. Está aliado al National Socialist Council of Nagalim (IM, Consejo Nacional Socialista de Nagalim). Sus líderes son (a fecha de agosto de 2005) Achamba (Presidente) y Tajila (comandante en jefe).

## Bandera
La bandera del partido es roja con una estrella de siete puntas en el centro, que contiene el emblema de la organización.